# Tapacubos

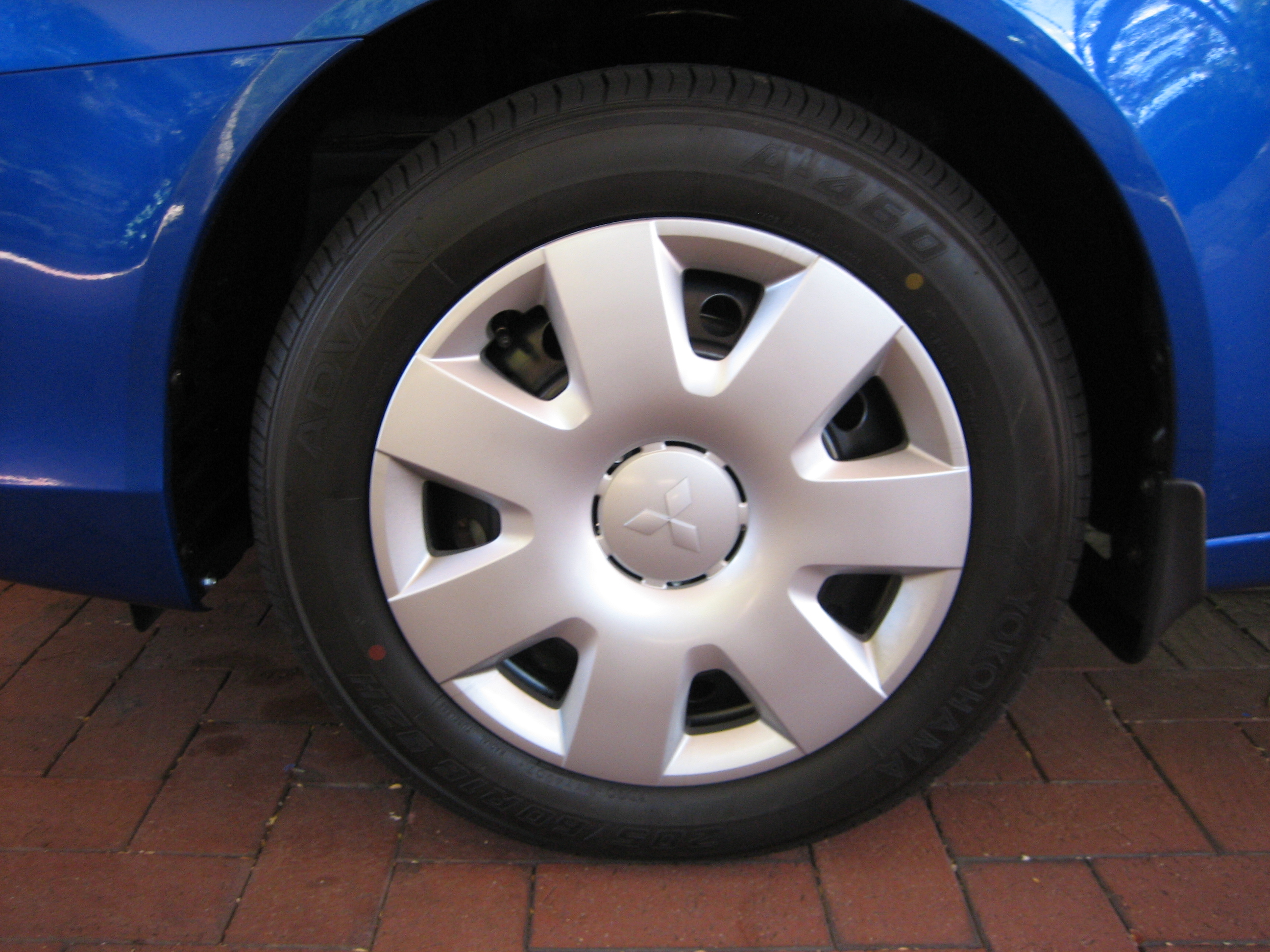
Tapacubos de un Mitsubishi Lancer

Un tapacubos, conocido también como polvera, taza (Río de la Plata y Venezuela), copa o rin (Colombia y Panamá), taparrueda (Chile) o tapón (México), es un disco decorativo que se coloca sobre las llantas o rines de las ruedas de un automóvil.
Los primeros tapacubos eran muy pequeños, cubrían simplemente el rodamiento engrasado de las ruedas, pero en fechas recientes han ido aumentando de tamaño con fines estéticos. La mayoría fueron alguna vez hechos de acero cromado o de acero inoxidable y en los años 1940, se acostumbraba pintarlos del mismo color que la carrocería. Después, cuando las llantas especiales de aleaciones de magnesio o aluminio salieron a la venta, los tapacubos se abarataron al fabricarlos con los mismos materiales que su soporte. En los años 1970, aparecieron los tapacubos plásticos y para la siguiente década se habían vuelto ya un estándar que sigue vigente hoy en día.